# Истрийска жупания
Истрийска жупания e разположена в Западната част на Хърватска, в историческата област Истрия. Заема площ от 2820 км². Главен град на жупанията е Пула. Други по-големи градове са: Пазин, Пореч, Буйе, Бузет, Лабин, Нови град, Ровин, Умаг и Воднян. Истрийска жупания е съставена от 29 общини.

## Население
Според преброяването през 2011 година Истрийска жупания има 208 055 души население. Според националната си принадлежност населението на жупанията има следния състав:
- хървати 142 173 (68,3 %)
- италианци 12 543 (6,3 %)
- сърби 7 206 (3,5 %)
- бошняци 6 146 (3 %)
- албанци 2 393 (1,2 %)
- словенци 1 793 (0,7 %)